# Thibaudia densiflora
Thibaudia densiflora är en ljungväxtart som först beskrevs av Theodor Carl Karl Julius Herzog, och fick sitt nu gällande namn av A.C. Smith. Thibaudia densiflora ingår i släktet Thibaudia och familjen ljungväxter. Inga underarter finns listade i Catalogue of Life.